# Loveld

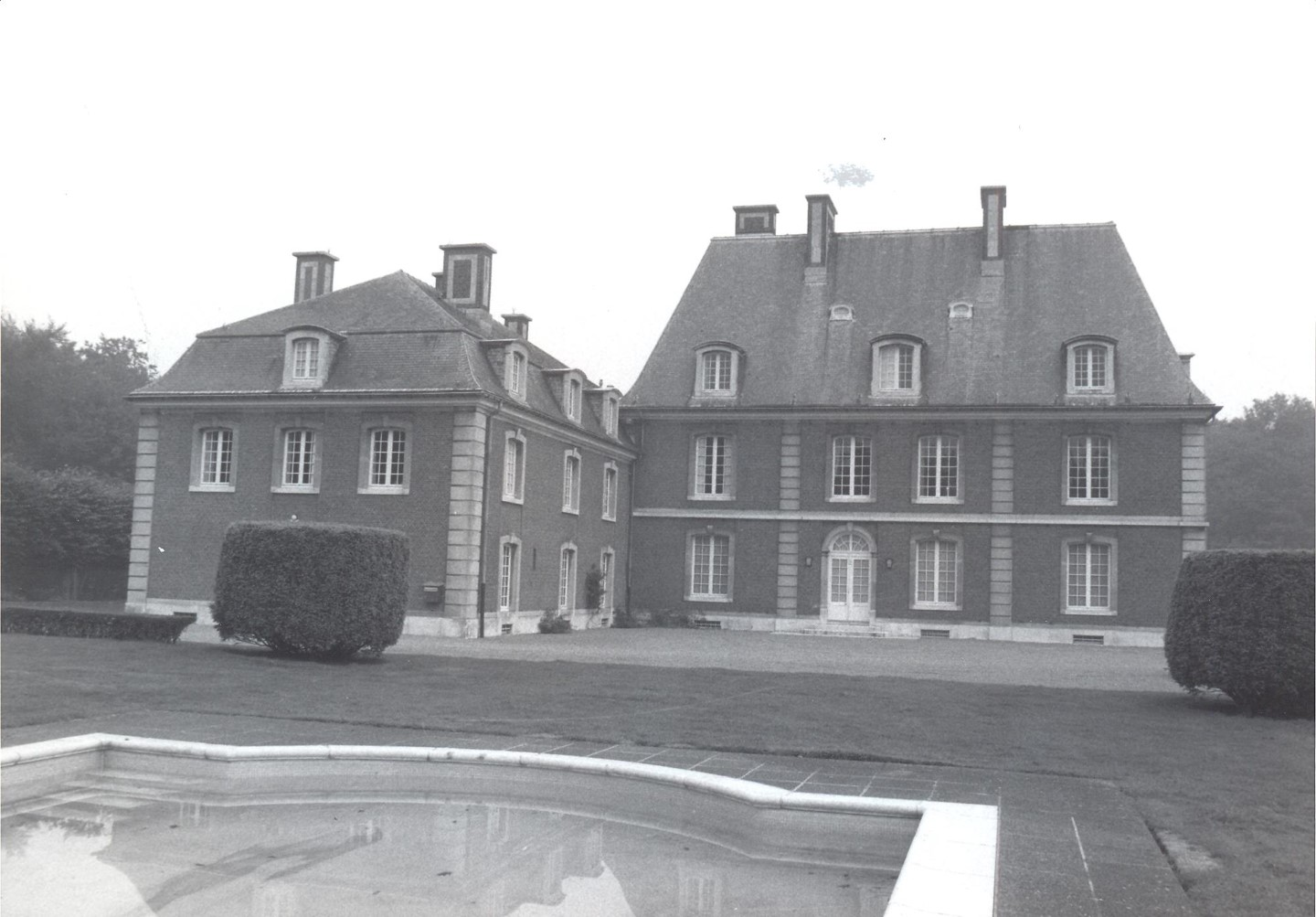
Kasteel Loveld aan de Loveldlaan

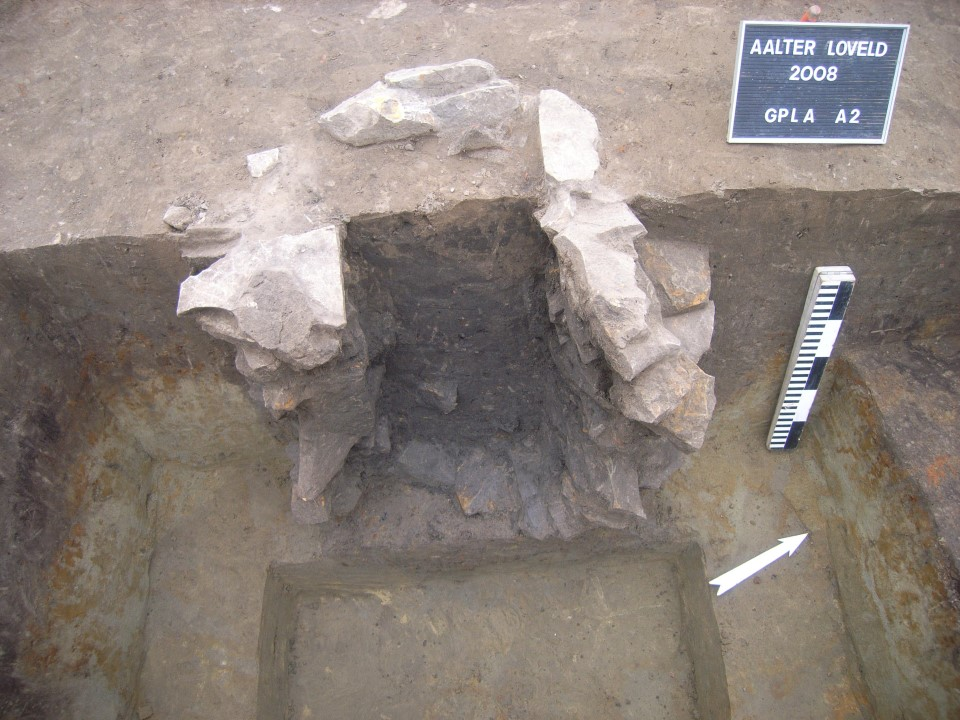
Archeologische site Loveld

Het Loveld is een wijk in Aalter, België. Deze wijk wordt begrensd door de Kestelstraat in het westen en noorden, de Kraenepoel in het oosten en de E40 snelweg in het zuiden.
In de wijk ligt een archeologische site waar in het begin van de 21e eeuw sporen van de aanwezigheid van een Romeins castellum werden teruggevonden.
Deelgemeenten: Aalter · Bellem ·  Knesselare · Lotenhulle · Poeke · Ursel

Overige dorpen, gehuchten en straten: Aaltebei · Aalter-Brug · Bellembrug · Buntelare · De Plaats · Eentveld · Karmenhoek · Lange Dronk · Loveld · Maria-Aalter · Onderdale · Overleie · Stationsstraat · Stuivenberg · Vinken · Vrekkem · Westvoorde

Belgische gemeenten · Arrondissement Gent · Oost-Vlaanderen · Vlaanderen